# Massacre de Mo So
Le massacre de Mo So, également connu sous le nom de massacre de la veille de Noël, est un massacre de civils qui s’est produit dans l’après-midi du 24 décembre 2021 dans le canton de Hpruso, dans l’État de Kayah, en Birmanie.  Au cours du massacre, les troupes de l’Armée de terre birmane ont tué et brûlé plus de quarante personnes.
Le lendemain, les Forces de défense des nationalités karenni (KNDF) ont trouvé les victimes brûlées dans leurs véhicules. L’incident a été condamné par les Nations Unies, Save the Children et l’ambassade des États-Unis en Birmanie.

## Incident
Plus d’une centaine de soldats de la 66e division d’infanterie légère de l’armée de terre birmane ont voyagé de Demoso à Hpruso, où ils ont affronté des individus qui circulaient sur la route Moso-Koi Ngan. Quatre membres du Front national de libération du peuple karenni (KNPLF), une organisation ethnique armée alors sous les ordres des gardes-frontières, sont arrivés sur les lieux et ont tenté de négocier la libération des détenus.  Les soldats ont abattu les membres du KNPLF, qui ont d’abord été battus avec les mains attachées derrière le dos.  Les troupes de l’armée de terre birmane ont ensuite pillé les victimes et leurs biens.
Ensuite, des membres de l’armée de Birmanie ont torturé et arrêté des villageois locaux et volé leurs biens privés. Le commandant de la brigade 4 de la KNDF a repéré des incendies de véhicules le 24 décembre, mais n’a pas vu les corps en feu à ce moment-là en raison de l’intensité de l’incendie.
Lors de la sécurisation des lieux le 25 décembre, la KNDF a trouvé les corps des victimes réduits en cendres ou carbonisés au point d’être méconnaissables, à la fois dans leurs véhicules et sur le sol à côté d’elles.  Plus de douze véhicules ont été incendiés, dont trois gros camions pétroliers, trois voitures, deux tracteurs et cinq motos.  Les véhicules ont également été pillés pour de la nourriture, des médicaments et de l’essence.  La KNDF a déclaré avoir trouvé les vêtements des victimes éparpillés sur les lieux.  Il a fallu deux jours pour récupérer les restes parce que les soldats bombardaient continuellement la zone.
Le 27 décembre, la KNDF a signalé que plus de treize personnes étaient portées disparues après l’incident, dont huit personnes de Loikaw qui travaillaient dans une station-service et trois autres qui se trouveraient sur la route où le massacre a eu lieu. Deux membres du personnel de l’organisation humanitaire Save the Children étaient portés disparus après avoir été pris dans l’incident. Leurs véhicules ont été retrouvés incendiés, et les travailleurs ont été confirmés morts plus tard.  Khue Li Reh, un garde forestier, a également été considéré par la police comme une autre victime parce que sa moto brûlée a été retrouvée sur les lieux.  D’autres victimes étaient des chauffeurs de camions pour une compagnie pétrolière locale.
Dix jours après le massacre, la police de l’État de Karenni a tenu une conférence de presse, annonçant qu’il y avait 31 corps, cinq femmes et 26 hommes, ainsi que trois grands sacs poubelles remplis de restes humains réduits en cendres.  Bien que des autopsies aient été pratiquées, il était presque impossible d’identifier les victimes.  Les autopsies ont révélé que l’une des victimes était une fillette d’environ dix ans.  Certaines victimes ont été bâillonnées, les mains attachées derrière le dos, au moment de leur mort.
La KNDF a identifié la junte militaire du Myanmar comme le principal coupable des pillages et des meurtres. Selon le gouvernement de l’État de Birmanie, ses soldats ont tué un nombre inconnu de personnes à bord de sept véhicules de Koi Ngan qui ne se sont pas arrêtés à un point de contrôle de sécurité.  Les soldats ont qualifié les victimes de « terroristes armés » qui ont tiré sur les soldats avant qu’ils ne soient « capturés morts ». Les soldats ont déclaré que les véhicules contenaient des « recrues pour l’entraînement terroriste » et qu’ils avaient pris feu pendant la fusillade.
Plus tard, le général de brigade de la junte militaire, Zaw Min Tun, a déclaré qu’un groupe d’une vingtaine d’hommes armés avait attaqué ses troupes. Il a noté que 25 corps ont été retrouvés et que les véhicules ont pris feu pendant la fusillade.
Cependant, la KNDF a noté que la plupart des victimes étaient des villageois locaux qui n’avaient pas d’armes à feu, dont quatre enfants.  En outre, la police a noté que la plupart des victimes avaient reçu une balle dans la tête, qu’aucune n’avait été retrouvée sur le siège conducteur des véhicules et qu’aucun des véhicules ne bougeait lorsqu’ils ont pris feu.  Un médecin qui a examiné les corps des victimes a noté : « Ils ont tué des civils innocents et brûlé les corps pour détruire les preuves de leur crime. »

## Réactions

### Au Myanmar
Cinquante-neuf organisations civiles à travers la Birmanie ont condamné le massacre, promettant «qu’elles se tiendront aux côtés du peuple Karenni pour obtenir justice».  Le gouvernement de la Birmanie, quant à lui, a refusé de commenter l’incident.  Save the Children a temporairement suspendu ses opérations dans certaines parties de la Birmanie après l’attaque.  Le gouvernement d’unité nationale de la Birmanie a condamné l’incident, tweetant que la communauté internationale doit « agir immédiatement et de manière décisive pour mettre fin à l’escalade des crimes de guerre et des crimes contre l’humanité de la junte militaire».

### International
Le Secrétaire général adjoint des Nations Unies aux affaires humanitaires, Martin Griffiths, a déclaré qu’il s’agissait d’un incident « horrible » et que le gouvernement du Myanmar devait enquêter sur le massacre. L’ambassade américaine en Birmanie a également condamné le massacre, le jugeant « barbare » et exigeant que le gouvernement « cesse immédiatement ses attaques aveugles dans l’État Karen et dans tout le pays et assure la sécurité de tous les civils conformément au droit international».
À la suite du massacre, l’Union européenne a appelé à un embargo international sur les armes contre le régime militaire de la Birmanie.
En février 2022, l’Union européenne a sanctionné deux généraux birmans : Ni Lin Aung, commandant du Commandement oriental et Aung Zaw Aye, commandant du Bureau des opérations spéciales n° 2, pour leur rôle de premier plan dans le massacre.  Les bataillons d’infanterie légère (LID) 531 et 66 du Commandement de l’Est, qui sont sous la responsabilité directe de Ni Lin Aung et Aung Zaw Aye, ont été impliqués dans le massacre.  En août 2022, Human Rights Watch a rapporté que Tin Soe, un général de brigade qui était basé dans le Commandement de l’Est pendant le massacre, avait été formé par les Forces d’autodéfense japonaises. En septembre 2022, le gouvernement japonais a annoncé qu’il suspendait les programmes de formation de l’armée birmane.